# Bűnvadászok (film, 1977)
A Bűnvadászok (eredeti olasz cím: I due superpiedi quasi piatti, angol cím: Crime Busters) 1977-ben bemutatott olasz bűnügyi filmvígjáték, melyet E.B. Clucher írt és rendezett, Bud Spencer és Terence Hill főszereplésével. A film zenéjét Guido és Maurizio de Angelis szerezte, a forgatási helyszín Florida volt, ahol később több közös filmje készült még a színészpárosnak.
A film főszereplője két Miamiban élő nincstelen csavargó, Wilbur Walsh (Spencer) és Matt Kirby (Hill). Megismerkedésük után rablást terveznek, de a véletlen folytán egy rendőrségi kiképzésen találják magukat. Egy rejtélyes gyilkossági ügy kapcsán a helyi szervezett bűnözéssel is összeütközésbe kerülnek, immár egyenruhásként. 
A mozifilm a Tritone Cinematografica és a T.O.T.A. gyártásában készült, az Amerikai Egyesült Államokban a United Artists forgalmazásában jelent meg. Olaszországban 1977. április 6-án, Magyarországon 1989. június 20-án, felújított változattal 2016. november 3-án mutatták be a mozikban.

## Cselekmény
|  | Alább a cselekmény részletei következnek! |

Wilbur Walsh hónapok óta él Miami kikötőjében. Munkát keres, de nem jár sikerrel, mivel az összes munkaadónak annyit kéne visszaosztania béréből, amennyiből már enni sem tudna. Matt Kirby megszökött egy hajóról, majd a kikötőben bóklászva próbál munkát szerezni, szintén eredménytelenül. Útjaik akkor keresztezik egymást, amikor Fred, a helyi bűnbanda főnökének emberei az életükre törnek: a két férfi ugyanis a gengszterek autóinak szétverésével bosszulta meg a munkakeresés közben őket ért sérelmeket. Egy elmegyógyintézet embereinek a megtévesztésével autót is szereznek.
Miközben Bernie hamburgeres büféjénél várnak ételükre, arról beszélgetnek, hogy belefáradtak a munkakeresésbe. Kirby azt ajánlja, rabolják ki a helybéli szupermarketet. Walsh ebbe beleegyezik, ám ekkor megjelenik két rendőr, akiknek azt hazudják, épp be akarnak lépni a testülethez. A rablás napján ismét meglátják a két rendőrt, Kirby hamis riasztást ad le a rendőrségnek, így szabadulva meg tőlük. Ám a kritikus pillanatban a pénzszállító autót összekeverik a rendőrség fegyverszállító autójával, ezért a rendőrkapitányságra rontanak be. Itt is azt hazudják, hogy rendőrök akarnak lenni, majd kiderül, Kirby megtévesztő telefonhívásának köszönhetően a hatóságoknak valóban sikerült tetten érniük egy bűnözőt.
Megismerkednek McBride kapitánnyal és megkezdődik a húszhetes, fizetett kiképzésük. A záróvizsgán mindenáron el akarnak bukni, de hiába: rendőrök lesznek. A következő csapás, hogy 6 hónapig fel sem mondhatnak. Walsh számára külön irritáló, hogy a kapitány kettejük közül Kirbyt favorizálja. Még a kiképzés alatt megtudják, hogy valaki megölte azt a kínait, akivel Kirby a kikötőben barátkozott össze. Járőrözés közben (miután két rendőrautót is összetörnek) megismerkednek a kínai egyik nőrokonával, a vonzó Suzy Lee-vel. Mint a nyomozás során kiderül, Fred ölette meg a kínait – a férfi kikötői tolvaj volt, de nem tudta, hogy nem csupán egyszerű tekebábukat lop el, hanem a benne elrejtett drogot is. Eközben Kirby és Walsh egy futballstadionban megveri a Fred megbízásából az életükre törő, Geronimo álnévre hallgató verőembert és annak csatlósait. Susy nagyapjától becenevet is kapnak: Walsh a Nagy Sárkány, Kirby a Kölyöktigris. Ezután megtörténik a végső összecsapás Fred egyik drogkereskedésében, amit bowlingpályának álcáztak. A két rendőr sikeresen legyőzi a többszörös túlerőben lévő bandát.
Az ügy felderítése közben a drogterjesztőktől ellopott pénzt Kirby ötlete nyomán felajánlják a kínai családjának, Walsh legnagyobb bosszúságára. A kínai családnak elmondják, hogy a nagybácsi meghalt, de azt hazudják, kikötői baleset történt, a felajánlott pénz pedig a kártérítés összege. Susy idős nagyapja azonban jól ismerte fiát, s anyanyelvén megjegyzi: „Csak az igazán jó emberek nem tudnak jól hazudni.” Ezután hőseink azt tervezik, kilépnek a rendőrségtől és végles elválnak útjaik. McBride kapitány azonban felhívja őket, mert két kollégájuk megsérült egy akcióban és vérátömlesztésre van szükségük. Wilbur vércsoportja éppen megfelelő…
|  | Itt a vége a cselekmény részletezésének! |

## Szereplők
| Szereplő                         | Színész              | Magyar hang          |
| -------------------------------- | -------------------- | -------------------- |
| Wilbur Walsh                     | Bud Spencer          | Bujtor István        |
| Matthew Kirby                    | Terence Hill         | Ujréti László        |
| McBride kapitány                 | David Huddleston     | Huszár László        |
| Fred Cline                       | Luciano Catenacci    | Rajhona Ádám         |
| Geronimo                         | Luciano Rossi        | Ivánka Csaba         |
| Bandafőnök a vendéglőben         | Ezio Marano          | Incze József         |
| Kormányzó                        | Edy Biagetti         | Perlaki István       |
| Galina Kocsilova grófnő          | Jill Flanter         | Farkasinszky Edit    |
| Angie Crawford                   | April Clough         | Rátonyi Hajnal       |
| Susy Lee                         | Laura Gemser         | Málnai Zsuzsa        |
| Mr. Sebhelyes, Fred embere       | Riccardo Pizzuti     | Szersén Gyula        |
| Vendéglős                        | Luigi Casellato      | Versényi László      |
| Államügyész                      | Aaron Heyman         | Kun Vilmos           |
| Fred emberei                     | Giancarlo Bastianoni | Vogt Károly          |
| Fred emberei                     | Claudio Ruffini      | Reviczky Gábor       |
| Fred emberei                     | Roberto Messina      | Reviczky Gábor       |
| Pingvin, Fred inasa              | Emilio Delle Piane   | Wohlmuth István      |
| George, ápoló                    | Ernie Lane           | Wohlmuth István      |
| Fred, oktató a rendőrkiképzésen  | N/A                  | Wohlmuth István      |
| Kényszerzubbonnyal érkező ápoló  | Harlan Sax           | Orosz István         |
| Ápoló                            | Robert Banci         | Vass Gábor           |
| Suzy Lee nagybátyja              | Fred Yuen            | Kerekes József       |
| Dilis műtőssegéd                 | N/A                  | Kerekes József       |
| Magas verekedő srác az utcán     | David Leighton       | Jakab Csaba          |
| Alacsony verekedő srác az utcán  | J. J. Wilson         | Forgács Péter        |
| Motoros rendőr                   | Bob Aiello           | Kristóf Tibor        |
| Motoros rendőr társa             | John Dalton          | Kárpáti Tibor        |
| Rendőrőrmester                   | Buck Anderson        | Dobránszky Zoltán    |
| Barna zakós drogdíler            | Franco Ukmar         | N/A                  |
| Bernie, hamburger árus           | N/A                  | Antal László         |
| Rendőr a rakparton               | N/A                  | Hankó Attila         |
| Adams őrmester                   | N/A                  | Kiss Gábor           |
| Műtős doki                       | N/A                  | Pusztai Péter        |
| Szemüveges műtőssegéd            | N/A                  | Juhász Jácint        |
| Alexia hercegnő, Fred nője       | N/A                  | Kiss Erika           |
| Bekiabáló rendőr a boncbemutatón | N/A                  | Szabó Sipos Barnabás |

## A film létrejötte
Az ördög jobb és bal keze fenomenális sikere után Barboninak rengeteg új ötlete volt és mind a nézők, mind a filmesek körében is egyetértés volt, hogy a párosnak folytatnia kell új filmekkel. 1976-ban már nem volt igény spagettiwesternekre, ezért más műfajjal kellett próbálkozni, habár a Bűnvadászok nem üt el egészen a western stílustól. Barboni is úgy fogalmazott, hogy az amerikai nagyvárosok rendőrei olyanok, mint a cowboyok: pisztolyuk van és az igazságért küzdenek, ahogy az amerikai westernekben szokás. A Bűnvadászok viszont az olasz westernek kliséit hordozza, mivel a két főszereplő akarata ellenére lett rendőr és arra törekszenek, hogy hamar meggazdagodva gyorsan visszavonulhassanak.
Bár Spencer és Hill munkája nem volt mindig zökkenőmentes a forgatás alatt, ahogy más filmeknél. Spencer 2002-ben elmesélte, hogy Hill nagyon precízen dolgozik, ami szinte a mániája, míg ő mindent ösztönből csinál, ezért kisebb nézeteltéréseik voltak, bár ez sose bontotta fel köztük a barátságot. A kisebb konfliktusok hamar elsimultak, mert a páros örült annak, hogy együtt dolgozhatott, éspedig Barboni keze alatt, aki a legjobban értette a humorukat. A Bűnvadászok bővelkedik a humorban, akárcsak Az ördög jobb és bal keze. A filmnek számos mulattató bunyós jelenete akad. Néhány mellékszereplő alakítása is külön figyelmet érdemel: köztük van a lombardiai Ezio Marano, aki szintén szerepelt Az ördög jobb és bal keze c. filmben, Görényt játszva. Marano színészi karrierjének legkiemelkedőbb pontja a színház, ahol törékeny, visszahúzódó figurákat alakított. A westernekben és akció-vígjátékokban való szerepeltetése negatív szereplőként nevezhető az olasz filmkészítés eszelős változatosság-hajhászásának. A filmben Marano a huligánkodó bandavezért játssza, aki pisztollyal hadonászik, de egyetlen pofon elég neki Spencertől, hogy az végleg kiüsse és ne vegyen többet részt a verekedésben. Mindez a Marano által másutt igen jól megformált érzékeny személyiség egy karikatúrája.
A filmben látható szerelmi szál a kínai lány, Susy és Kirby között nem igazán illeszkedik a cselekménybe, talán csak egy gyengédebb, romantikusabb vonalat akartak adni a filmnek. Az olasz filmkészítők szeszélyének tudható be, hogy erre a szerepre a pornográf szerepeiről hírhedtté vált Laura Gemsert választották, aki félig holland, félig indonéz származású.

## Érdekességek
- A film Olaszországtól viszonylag messze, Miamiban készült, az Egyesült Államokban. Sokkal költségesebb lett volna azonban Európában forgatni, mert, akkor külön fel kellett volna építeni a díszleteket. A spagettiwesternek díszleteinek felépítése is annak idején sok pénzt emésztett fel Olasz- és Spanyolországban, de mivel ez a műfaj az amerikaiak konkurensének is számított, többek között akkoriban még nem lett volna ildomos westernek leforgatásáért kiutazni Amerikába, ahol már a műfajnak kezdett bealkonyulni (az 1970-es években az amerikai színterek már kedvezőbbek voltak ilyen filmekhez, mint a Bűnvadászok). A szereplők és stáb többi tagja örült, mert a munkálatok 1976 telén készültek és Rómában esett a hó, ezért úgy gondolták élvezni fogják a floridai napsütést. De csalódniuk kellett, mert Miamiben akkor rengeteget esett az eső.
- Bár a filmet zömében Amerikában forgatták, egy-egy belső jelenet elkészítésére visszatértek Olaszországba. A tekepályán zajló bunyót is Rómában vették fel hét nap alatt. A forgatás során itt Hill könnyebb sérülést szerzett a fején, ezért meg kellett szakítani egy időre a forgatást.
- A tekeklubban zajló verekedés során Bud Spencer elhajítja az egyik rosszfiút, aki végigcsúszik a pályán, és ledönti a bábukat. A Pogány Madonna című filmben Bujtor Istvánnak volt egy hasonló jelenete. Mivel a Bűnvadászokat Magyarországon később mutatták be, elterjedt az a városi legenda, hogy a magyar filmből merítették az ötletet.
- A forgatási engedélyeket az olasz stáb beszerezte az Államokban, de nem tájékoztatták erről a rendőrséget. Az egyik jelenetben, ahol Hill és Spencer rendőrautóval száguldanak át Miamin, fegyverrel az oldalukon, hamar világossá tette az ottaniaknak, hogy nem igazi rendőrök, ezért telefonáltak a környező rendőrségre. Spencer ekkor azt mondta társának, hogy inkább szálljanak ki gyorsan és a kezüket tegyék a motorháztetőre, amíg odaérnek a rendőrök. Mikor a rendőrség kivonult rögvest tisztázták a félreértést.

## Díjak
- Golden Screen (1978)

díj: Golden Screen

## Televíziós megjelenések
TV-1, Duna TV, TV3, RTL Klub / RTL, Film+, Poén TV / Prizma TV / RTL+ / RTL Három, Viasat 3, Cool, Film+ 2